# مكرم رشيد الطالباني
مكرم رشيد الطالباني شاعر وكاتب كردي من إقليم كردستان العراق يقيم في أربيل عاصمة الإقليم.

## نشأته
هو مكرم ابن الشيَخ رشيد ابن الشيخ جميل الطالباني، ولد في منطقة بنكورة التابعة لقضاء خانقين عام 1951.
. أكمل المرحلة الابتدائية عام 1963 في مدرسة قرية كوره شلة الابتدائية للبنين على ضفاف نهر سيروان.
. أكمل المرحلتين المتوسطة والإعدادية في مدينة خانقين عام 1969 ـ 1970.
. التحق عام 1970 بالقسم الكردي بكلية الآداب بجامعة بغداد ونال شهادة البكالوريوس في اللغة والأدب الكرديين عام 1974.

## أعماله
يكتبُ منذ عام 1970. نشر نتاجاته الأدبية من قصائد ومواضيع ومقالات متنوعة في الصحف والمجلات الكوردية وترجم العديد من نتاجات الشعراء والقصصيين الكرد إلى اللغة العربية ونشرها في الصحف والمجلات وفي المواقع الإلكترونية.

## مؤلفاته

### كتب
1. ديوان أمواج الألحان، بغداد، 1978، بالكردية
2. ديوان رماد النجوى، بغداد، 1980، بالكردية.
3. ديوان المعبر، بغداد، 1986، بالكردية.
4. قصة العاشق غريب، ترجمة، مشترك، 1987، إلى الكوردية.
5. ديوان الغزلْ، هولير، 1997، بالكوردية.
6. ديوان أسطورة التفاح، هولير، 2005، بالكوردية.
7. الإعراب في اللغة الكوردية، هولير، 2008، باللغة الكوردية.
8. نصيحة الأم، قصص مترجمة إلى اللغة الكوردية للأطفال، هولير،2010.
9. عقد الؤلؤ، قصص من تراث الشعوب، ترجمة إلى اللغة الكوردية، هولير، 2010.
10. حورية الغابة، قصص من تراث الشعوب، ترجمة إلى الكوردية، هولير، 2010.
11. مجموعة الرعد القصصية، باللغة الكوردية، منشورات وزارة الثقافة والشباب في إقليم كوردستان، هولير، 2011.
12. رواية (الثلج يأتي من النافذة) لـ(حنا مينة)، ترجمة إلى الكوردية، هولير، 2011.
13. ديوان (كذبة أخرى) للشاعر (زانا خليل)، ترجمة إلى اللغة العربية، هولير، 2011.
14. مجموعة رهيل الشعرية ـ الأعمال الشعرية الكاملة ـ على نفقته الخاصة، مطبعة شهاب، هولير 2012.
15. (شدو القبج)، ترجمة قصائد كوردية إلى العربية، دار الغاوون، بيروت، لبنان، 2012.
16. حقوق المعلمين وواجباتهم: تأليف كنيث إيرلاند، ترجمة عن العربية، مطبعة وزارة التربية، هولير 2012.
17. مجموعة (ابن الجبال) القصصية، وهي مجموعة قصص مترجمة من اللغة الفارسية والعربية، وزارة الثقافة والشباب في حكومة إقليم كوردستان، مطبعة وزارة الثقافة، هولير، 2012.
18. مجموعة قصص كوردية مترجمة إلى العربية، المركز العام لاتحاد الكتاب الكورد، هولير، 2012.
19. رواية (عندما تتداعى الجبال، العروس الخالدة)، جنكيز أيتماتوف، مترجمة عن العربية، دار جيني للطباعة والنشر، هولير، 2013.
20. رواية (جاوة زار ـ التعويذة) باللغة الكوردية من تأليفه ومترجمة من قبله إلى العربية أيضاً، معدة للطبع.
21. رواية (السيد الرئيس) ميغيل أنخل استورياس، مترجمة عن العربية، معدة للطبع.
22. رواية (بروكلين هايتس)، للكاتبة المصرية ميرال الطحاوي، عن العربية، معدة للطبع.
23. ترجمة رواية جسر على نهر درينا، لإيفو آندريج، أربيل 2011. دار موكرياني.
24. ترجمة رواية الفناء الملعون إيفو آندريج.أربيل، دار موكرياني، 2011.
25. ترجمة رواية الصخب والعنف، لفوكنر. أربيل 2015، دار آوير.
26. ترجمة رواية رقص رقص رقص لهاروكي موراكامي، أربيل 2017، دار آوير.
27. ترجمة قصة إختطاف، غابرلي غارسيا ماركيز، دار آوير، أربيل،2015.
28. ترجمة رواية 1q84 الكتاب الأول 2016والثاني 2020والثالث 2020 للروائي هاروكي موراكامي. منشورات دار روسا.
29. ترجمة رواية بعد الظلام للروائي هاروكي موراكامي. 2017.منشورات دار آوير.
30. ترجمة رواية خريف البطريرك لغابريل غارسيا ماركيز.أربيل، 2014. دار آوير.
31. ترجمة رواية السيد الرئيس لميغيل أنخل أستورياس. الطبعة الأولى 2014 والطبعة الثانية 2015.دار موكرياني.
32. ترجمة رواية الأسود يليق بك لأحلام مستغانمي. أربيل، 2013. دار آوير.
33. ترجمة حين تتداعي الجبال، العروس الخالدة لجنكيز إيتماتوف. 2013، دار جيني.
34. ترجمة كتاب حكمة الكذب لسولخان سابا أوربيليان. أربيل، 2016، دار روسا.
35. ترجمة رواية بروكلين هايتس، لميرال الطحاوي.
36. ترجمة فرانكشتاين في بغداد لأحمد سعداوي.دار آوير، أربيل 2015.
37. ترجمة رواية المرأة العسراء لبيتر هاندكة. دار روسا، أربيل 2017.
38. ترجمة رواية غرفة مثالية لرجل مريض ليوكو أوغاوا. أربيل 2017، دار روسا.
39. ترجمة رواية المفتاح لجونيشيرو تانيزاكي.أربيل 2015، دار جيني.
40. رواية سوء تفاهم في موسكو لسيمون دي بوفوار. أربيل 2016، دار روسا.
41. ترجمة الحرافيش لنجيب محفوظ. دار آوير، أربيل، 2016.
42. ترجمة مذكرات كلب عراقي لعبد الهادي السعدون. دار آوير، أربيل 2017.
43. ترجمة كتاب ثورة أكتوبر 1917 لآلان مورهيد. أربيل، 2018، دار آوير.
44. ترجمة رواية فتاة عادية، آرثر ميلر، مكتبة زانين، أربيل 2018.
45. طبع ديوان آخر كلمات القمر، باللغتين الكوردية والعربية، أربيل 2019.
46. ترجمة رواية شارع إبليس، أمين الزاوي، دار آوير، أربيل 2020.
47. ترجمة أحزان السَنَة العراقية، خزعل الماجدي، أربيل 2020، دار موكرياني.
48. ترجمة رواية مقتل الكومنداتور، هاروكي موراكامي، الجزء الأول، 2020، معد للطبع.

. عمل صحفياً في دار الثقافة والنشر الكوردية ببغداد من 1976 لغاية 1989 بصفة مترجم.
. نقل عام 1989 ليشغل مسؤول فرع الدار في أربيل.
. أنتسب بعد انتفاضة ربيع عام 1991 إلى وزارة الثقافة في إقليم كردستان.
. نقل عام 1992 إلى وزارة التربية في حكومة إقليم كردستان بعنوان مدرس اللغة والأدب الكرديين وقام بالتدريس في إعدادية صناعة أربيل وإعدادية ميديا للبنات.
. نسب عام 1994 للعمل في مجلة آفاق تربوية الشهرية باللغة الكوردية والعربية بوزارة التربية.
. نقل عام 2007 خدماته نهائياً إلى مجلة التربية والتعليم بديوان وزارة التربية.
. شغل مدير التحرير في المجلة أعلاه.
. عمل منذ عام 2003 محرراً للأخبار في القسم العربي بفضائية كردستان ويعمل حالياً في قسم الأخبار باللغة الكردية بفضائية كوردستان.

## روابط خارجية
- http://www.alriyadh.com/2012/06/07/article742413.html
- http://iraqiwriter.com/iraqiwriter/Iraqi_Writers_folder/Site_writers/mukaram_talabani/mukaram_talabani.htm
- http://www.poetrybook.biz/2013/05/blog-post_3669.html
- http://iktab.com/bookstore/author/author_detail/182
- http://www.iraqiartist.com/iraqiwriter/Iraqi_Writers_folder/site_writers/mukaram_talabani/mukaram_talabani_128.htm